# Kerkhove

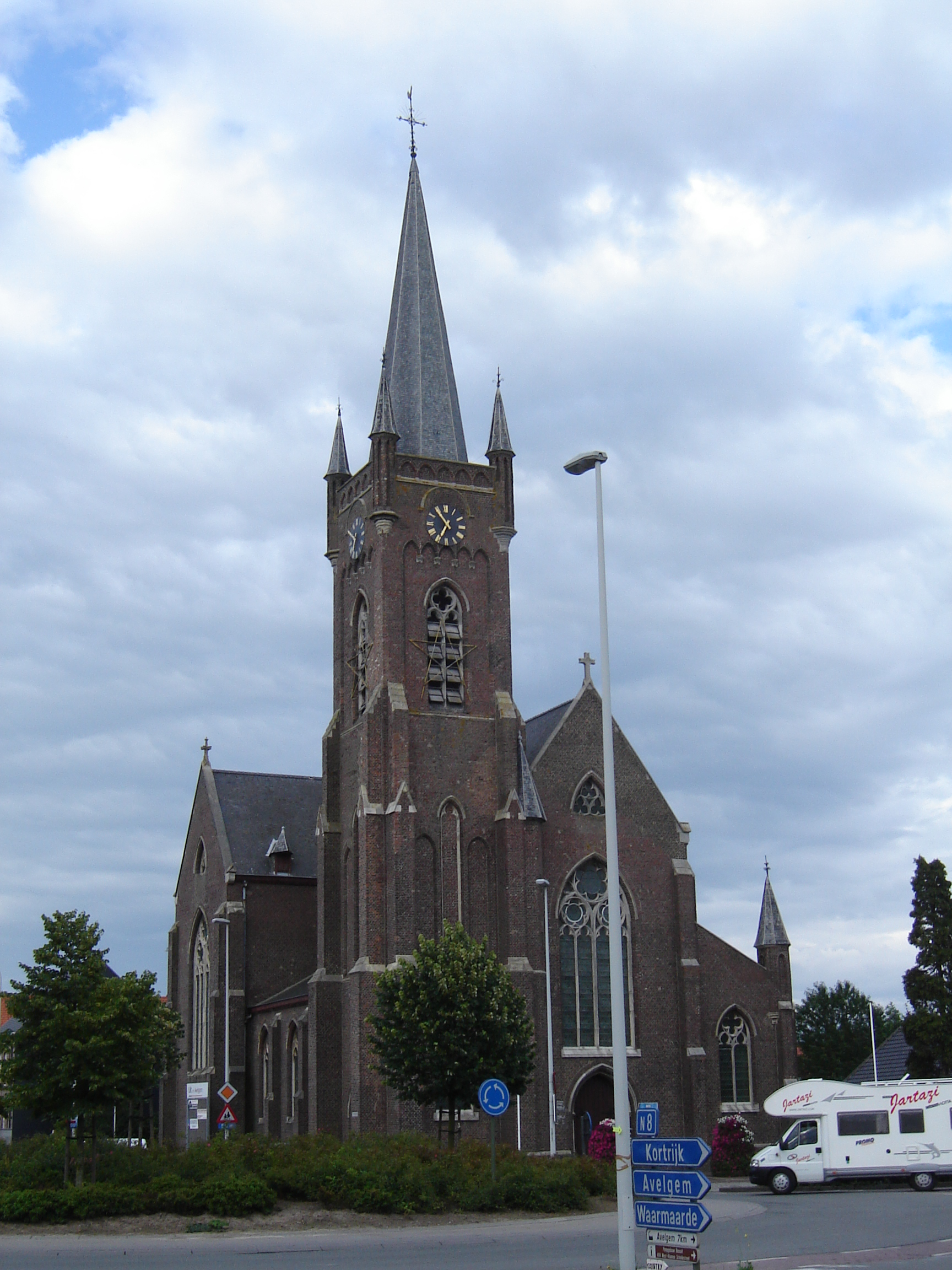
Igreja de Santo Amando, em Kerkhove

Kerkhove é uma vila e deelgemeente do município belga de Avelgem da província de Flandres Ocidental. Em 2006, tinha 945 habitantes numa área de 3,65 km². A Igreja de Santo Amando de estilo neogótico foi construído em 1872.